# Lophuromys ansorgei
Lophuromys ansorgei là một loài động vật có vú trong họ Chuột, bộ Gặm nhấm. Loài này được De Winton mô tả năm 1896.